# トリボニアヌス
トリボニアヌス（Tribonianus、? - 543年）は、東ローマ帝国の法学者。パンフィリアの出身で、弁護士を皮切りにユスティニアヌス帝のもとで枢機の行政諸官職を歴任した。とりわけ法律家として秀で、ユスティニアヌス法典編纂委員会の一員として頭角をあらわし、《学説彙纂（いさん）》、《法学提要》の編纂、ユスティニアヌス法典(ローマ法大全)の改訂に主役を演じた。